# 喜：一个秦吏和他的世界
《喜：一个秦吏和他的世界》，鲁西奇著，以秦代官吏喜为主角，描述他所生活的世界。2021年出版。

## 概述
《喜》分为三章，《斯人》、《黔首》、《为吏》。《斯人》叙述喜的生平；《黔首》讨论喜的社会身份；《为吏》谈秦代地方官吏职务。
《喜》2022年7月由北京日报出版社出版。同月，鲁西奇与北京大学历史学系教授罗新作关于《喜》的对谈。
8月6日，微信公众号“司马少”发表文章《鲁西奇的〈喜〉，一本硬伤累累的烂书》，文章指出该书九处错误。次日，鲁西奇发文回应，承认了三处错误是自己疏忽所致，其他质疑“也认真琢磨过”。8月10日，“司马少”再次发文，表示不能接受该回应。
媒体人饶佳荣认为，《喜》与日本京都大学教授宫宅洁著作《地方官吏的生涯》主人公均为喜，可作比较阅读。